# Bukovče (okręg pomorawski)
Bukovče (cyr. Буковче) – wieś w Serbii, w okręgu pomorawskim, w mieście Jagodina. W 2011 roku liczyła 844 mieszkańców.